# Iwan Michajłow (generał)
Iwan Michajłow Popow (bułg. Иван Михайлов Попов; ur. 22 lutego 1897 w Ferdinandzie, zm. 16 maja 1982 w Sofii) – bułgarski generał, polityk komunistyczny, minister obrony Ludowej Republiki Bułgarii w latach 1958-1962, wieloletni członek Politbiura BPK (1954-1981).
Był młodszym bratem działacza komunistycznego Christo Michajłowa. W 1916 skończył szkołę średnią we Wracy, po czym odbywał służbę wojskową, w 1918 mianowany podporucznikiem. W 1921 skończył studia prawnicze i odbył staż w sądzie w Łomie. Był prawnikiem w kancelarii. Od 1919 członek partii socjaldemokratycznej, w 1923 wziął udział w powstaniu wrześniowym. Po upadku powstania wyjechał do Jugosławii, został skazany zaocznie na 7,5 roku więzienia. W 1925 udał się do ZSRR i 1925-1930 studiował w Wojskowo-Technicznej Akademii im. Feliksa Dzierżyńskiego w Leningradzie i służył w 11 pułku artylerii w tym mieście. 1931-1939 oficer w Głównym Zarządzie Artyleryjskim Armii Czerwonej. 1939-1945 pracował w Tambowskiej Artyleryjsko-Technicznej Akademii jako starszy wykładowca i naczelnik działu nauczania. W 1944 został inżynierem-pułkownikiem Armii Czerwonej; odznaczono go też Orderem Czerwonej Gwiazdy. W czerwcu 1945 zwolniony ze służby w Armii Czerwonej, wrócił do Bułgarii i 15 sierpnia 1945 został szefem Departamentu Uzbrojenia Sztabu Generalnego w stopniu generała-majora. Od 1947 dowódca artylerii, od 9 lutego 1950 generał-lejtnant i wiceminister obrony narodowej, 21 kwietnia 1951 mianowany generałem-pułkownikiem, a 21 września 1954 generałem armii. Od 1 lutego 1957 do 6 września 1958 minister transportu i komunikacji, następnie do 17 marca 1962 minister obrony narodowej, później do 1971 szef Obrony Cywilnej kraju. 1957-1973 był wiceprzewodniczącym Komitetu Obrony Kraju.
W 1967 otrzymał tytuł Bohatera Ludowej Republiki Bułgarii, a w 1962 sowiecki tytuł Bohatera Pracy Socjalistycznej. Sześciokrotnie odznaczony Orderem Georgi Dimitrowa (1955, 1957, 1959, 1962, 1967 i 1972), w 1977 otrzymał sowiecki Order Lenina.